# Oviedo Express
Oviedo Express is een Spaanse film uit 2007, geregisseerd door Gonzalo Suárez. De film is gebaseerd op de novelle Angst van de schrijver Stefan Zweig.

## Verhaal
Een groep acteurs komt met de Oviedo Express aan op het station. Ze komen voor een uitvoering van een bewerking van La Regenta van Leopoldo Alas. De komst van de acteurs verandert het dagelijks leven van de stad drastisch, met als hoogtepunt dat de vrouw van de burgemeester verliefd  wordt op de hoofdrolspeler.

## Rolverdeling
| Acteur               | Personage             |
| -------------------- | --------------------- |
| Carmelo Gómez        | Benjamín Olmo         |
| Aitana Sánchez-Gijón | Mariola Mayo          |
| Bárbara Goenaga      | Emma                  |
| Maribel Verdú        | Mina                  |
| Alberto Jiménez      | Ernesto de Villamarín |
| Najwa Nimri          | Bárbara               |
| Jorge Sanz           | Álvaro Mesía          |
| Víctor Clavijo       | Leopoldo              |

## Ontvangst

### Prijzen en nominaties
Een selectie:
| Jaar | Evenement                       | Categorie                | Genomineerde                  | Resultaat   |
| ---- | ------------------------------- | ------------------------ | ----------------------------- | ----------- |
| 2008 | Premios Goya (22ste uitreiking) | Beste debuterend actrice | Bárbara Goenaga               | Genomineerd |
| 2008 | Premios Goya (22ste uitreiking) | Beste bewerkt scenario   | Gonzalo Suárez                | Genomineerd |
| 2008 | Premios Goya (22ste uitreiking) | Beste camerawerk         | Carlos Suárez                 | Genomineerd |
| 2008 | Premios Goya (22ste uitreiking) | Beste artdirector        | Wolfgang Bumann               | Genomineerd |
| 2008 | Premios Goya (22ste uitreiking) | Beste productiemanager   | Teresa Cepeda                 | Genomineerd |
| 2008 | Premios Goya (22ste uitreiking) | Beste grime en haarstijl | Lourdes Briones, Fermín Galán | Genomineerd |
| 2008 | Premios Goya (22ste uitreiking) | Beste filmmuziek         | Carles Cases                  | Genomineerd |